# Association for Standardization of Automation and Measuring Systems
Die Association for Standardisation of Automation and Measuring Systems (ASAM e. V.) ist ein eingetragener Verein nach deutschem Recht. Seine Mitglieder sind überwiegend global agierende Fahrzeughersteller, Zulieferer und Ingenieursdienstleister der Automobilindustrie. Der Verein koordiniert die Entwicklung von technischen Standards, die in Projektgruppen durch Experten seiner Mitgliedsunternehmen entwickelt werden. Der ASAM verfolgt die Vision, dass sämtliche Werkzeuge einer Entwicklungsprozesskette miteinander verbunden werden können und ein durchgehender Datenaustausch möglich ist. Die Standards definieren Protokolle, Dateiformate und Application Programming Interfaces (APIs) für die Softwareentwicklung und das Testen von Kfz-Steuergeräten. Eine Vielzahl von gängigen Werkzeugen im Bereich Simulation, Mess- u. Applikationssystemen und der Testautomatisierung ist konform zu ASAM Standards. Die Konformität soll das Zusammenspiel von Werkzeugen verschiedener Hersteller ermöglichen, einen Datenaustausch ohne Datenkonvertierung garantieren und den Austausch von eindeutigen Spezifikationen zwischen Hersteller und Zulieferer sicherstellen.
ASAM Standards setzen auf andere öffentlichen Standards wie UML, XML und CORBA auf, und sind somit unabhängig von spezifischen IT-Technologien und Plattformen. Weiterhin arbeitet der ASAM in der Standardisierung eng mit anderen Organisationen, wie beispielsweise der ISO oder AUTOSAR, zusammen.

## Geschichte
Während der Wirtschaftskrise Ende der 1980er und Anfang der 1990er Jahre stand die Automobilindustrie unter einem großen Kosten- und Rationalisierungsdruck. Davon waren auch die Bereiche der Messtechnik und Testautomatisierung nicht ausgenommen. Die Werkzeuge in diesem Bereich waren überwiegend Spezial- und Eigenentwicklungen mit überwiegend inkompatiblen Schnittstellen und Datenformaten, die ein Zusammenspiel unterschiedlicher Werkzeuge und den Datenaustausch behinderten. Die Entwicklungsleiter von Audi, BMW, Daimler-Benz, Porsche und Volkswagen haben sich daraufhin zur Zusammenarbeit entschlossen und 1991 den Arbeitskreis zur Standardisierung von Automatisierungs- und Messsystemen (ASAM) ins Leben gerufen. Im Unterschied zu früheren Standardisierungsgremien, in denen die OEMs einseitig Standards beschlossen und ihren Zulieferern diktiert haben, wurden im ASAM von Beginn an die Zulieferer in die Standardentwicklung als gleichberechtigte Partner mit einbezogen. Dadurch wurde sichergestellt, dass deren technologisches Know-how mit einfloss und die Standards mit wirtschaftlich vertretbarem Aufwand in Produkte und Dienstleistungen umsetzbar waren.
Die Standardentwicklung wurde 1996 durch das EU-Projekt STAUMECS weiter vorangetrieben. Weil die Anzahl und Bedeutung der Standards stetig anstieg, wurde am 1. Dezember 1998 in Stuttgart der ASAM e. V. gegründet, der die Standards rechtlich vertritt und für deren Verbreitung sorgt.

### Chronologie
- 1998: Gründung des ASAM e. V. als eingetragener Verein. Der erste Vorsitzende kommt von DaimlerChrysler. Der erste Geschäftsführer wird von BMW gestellt.
- 1999: Entstehung einer ASAM-Interessengruppe in den USA.
- 2001: Erster ASAM Techday in den USA bei DaimlerChrysler in Auburn Hills, MI.
- 2002: Erste Freigabe von ASAM CEA.
 Eingliederung der MSR Standards im ASAM.
- 2003: Die Anzahl der Mitglieder überschreitet die Einhundert-Marke. Mit dabei sind Firmen aus USA, Japan, Frankreich und Schweden.
 Erste Freigabe von ASAM MCD-3.
- 2004: Vorstand beschließt einen Freigabestopp für neue Standards für den Zeitraum von 18 Monaten, um Werkzeugherstellern Zeit für die Entwicklung von ASAM-konformen Werkzeugen zu geben.
 Erste Freigabe von ASAM MCD-2 NET (FIBEX).
 ASAM ODS 5.0 wurde durch die ISO angenommen und als ISO 22720 freigegeben.
- 2005: Gründung der ASAM LLC als regionale Repräsentanz des ASAM in den USA.
- 2006: Erster ASAM Solutions Guide wird veröffentlicht. Enthält Fallstudien und ein Mitglieder- und Produktverzeichnis.
 Erste Freigabe von ASAM CDF.
 Erste Freigabe von ASAM MDX.
 Erste Freigabe von ASAM MBFS.
 Erste Freigabe offizielle ASAM Checker Tools: A2L Checker, ODS Model und Data Checker.
- 2007: Regionale Repräsentanz des ASAM in Indien.
 Erste Freigabe von ASAM FSX.
- 2008: Gründung des TSC (Technical Steering Committee) für die technische Steuerung der Standardentwicklung.
 Erste Freigabe von ASAM LXF.
- 2009: Erste Freigabe von ASAM HIL.
 Aufnahme von MDF als ASAM Standard und erste Freigabe als ASAM MDF.
- 2010: Die Mitgliederversammlung beschließt, dass ASAM Standards nur noch für ASAM-Mitglieder frei zugänglich sind. Nichtmitglieder müssen Standards kaufen und sich so an den Entwicklungskosten beteiligen.
- 2011: Erste lokale Projektgruppe in den USA zur Erstellung eines ODS Companion Standards.
 Entstehung einer ASAM-Interessengruppe in Japan.
- 2012: ASAM MCD-3 wird aufgeteilt in zwei unabhängige Standards: ASAM MCD-3 MC und ASAM MCD-3D.
 Erste Freigabe von ASAM ATX.
- 2013: Umbenennung von ASAM HIL in ASAM XIL und Freigabe von ASAM XIL 2.0 mit Open-Source Software, welche einen Großteil der Standard-API implementiert.
- 2014: ASAM releast erstmals eine professionell entwickelte open-Source Software zusammen mit einem Standard (ASAM XIL 2.0.).
- 2015: ASAM eröffnet ein Büro in Tokyo, Japan, das die japanischen Mitglieder an die Standardisierung innerhalb des ASAM heranführen soll. 
Erste Freigabe von ASAM OTX Extensions. Der Standard soll als Teil 4 in den ISO-Standard ISO 13029 integriert werden.
- 2016: Erste Freigabe von ASAM MCD-2 CERP und ASAM CPX
- 2017: Erste Freigabe von ASAM MCD-1 POD

ASAM hat über 400 Firmenmitglieder weltweit. Sie stammen hauptsächlich aus der Automobilindustrie, obwohl ASAM die Mitgliedschaft nicht auf diesen Industriezweig begrenzt. Die größten Mitgliedsunternehmen sind AUDI, BMW, Bosch, Continental, Cummins, Daimler, Denso, Phinia Delphi, Ford, GM, Honda, MAN, Nissan, SAIC, Toyota, Porsche, Volkswagen, Volvo und ZF Friedrichshafen.
Die Mitgliedsunternehmen können grob in drei Kategorien eingeteilt werden:
- Endnutzer: OEMs und ihrer Zulieferer, die hauptsächlich Werkzeuge und Prozesse nach ASAM Standards anwenden
- ASAM Systemlieferanten: Werkzeughersteller und Dienstleister, die ASAM Standards in Werkzeugen implementieren und Ingenieursdienstleistungen anbieten
- Bildungsinstitutionen: Universitäten und Forschungsinstitute

Mitglieder bezahlen einen jährlichen Beitrag, der abhängig von der Anzahl ihrer Mitarbeiter ist. Sie erhalten dadurch freien Zugang zu allen ASAM Standards und Checker-Tools und können diese für die Entwicklung von Werkzeugen und im Rahmen von Dienstleistungen nutzen. Weiterhin erlaubt die Mitgliedschaft, Änderungen oder Neuentwicklungen von Standards vorzuschlagen und an deren Entwicklung teilnehmen zu können.
Üblicherweise haben große OEMs und Zulieferer ein starkes Interesse an Standards, um proprietäre und selbsterstellte Systeme zu ersetzen und sich von einzelnen Werkzeugherstellern bzw. kostspieligen Eigenentwicklungen unabhängig zu machen. Der Einsatz von ASAM-Standards ermöglicht es OEMs und Zulieferern Test- und Entwicklungssysteme mehrfach wiederzuverwenden und sichert so Investitionen langfristig ab.
ASAM Systemlieferanten haben ebenfalls einen entscheidenden Vorteil, da die Standards einen globalen, OEM-unabhängigen Markt für ihre Produkte schaffen. Die Standards ermöglichen es ihnen, Produkte ohne aufwendige Kundenanpassungen weltweit an Endanwender zu verkaufen. Dieses minimiert Entwicklungskosten und maximiert Erträge. Diejenigen Unternehmen, die aktiv an der Entwicklung der Standards beteiligt sind, haben zusätzlichen einen „first-to-market“ Vorteil.
ASAMs Stärke liegt in der sehr großen Anzahl der Systemlieferanten. Nahezu zwei Drittel aller Mitgliedsunternehmen gehören zu dieser Gruppe. Dementsprechend sind ASAM-konforme Werkzeuge und Dienstleistungen in großem Umfang verfügbar. Nach einer Expertenschätzung gibt es alleine für MCD-Systeme weltweit ca. 500 Produkte.

## Organisationsstruktur

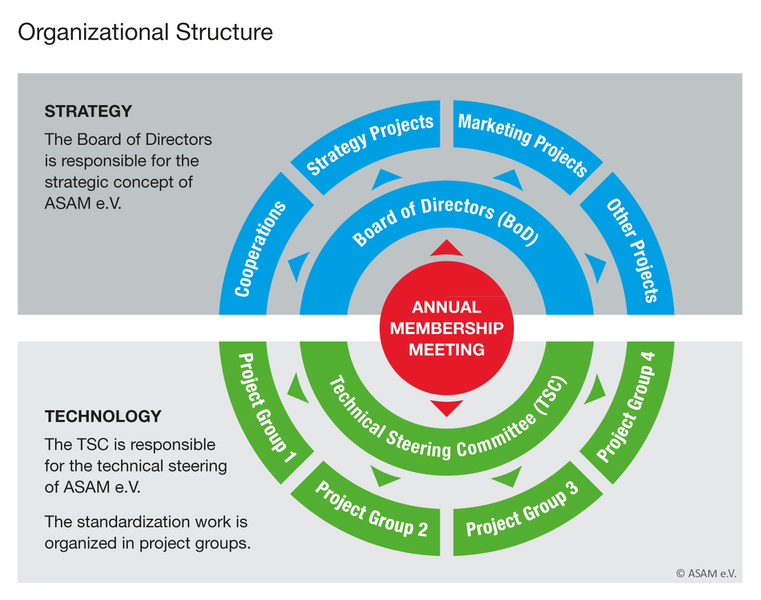
Organizational Structure of ASAM e. V.

ASAM ist als eingetragener Verein organisiert. Die Struktur ermöglicht die Integration von neuen Mitgliedern in die bestehende Organisation.
Das höchste Entscheidungsorgan des ASAM ist die Mitgliederversammlung. Jedes Mitgliedsunternehmen hat Stimmrechte proportional zu ihrem jährlichen Mitgliedsbeitrag. Die Delegierten wählen abwechselnd im Zwei-Jahres-Turnus den Vorstand und das Technical Steering Committee. Weiterhin entlasten sie den Vorstand, genehmigen Änderungen in den Statuten und stimmen über strategisch wichtige Entscheidungen ab.
Der Vorstand trägt die operative Verantwortung für den Verein. Er besteht aus bis zu fünf Mitgliedern. Der Vorstand repräsentiert den ASAM in allen rechtlichen und öffentlichen Angelegenheiten, ist verantwortlich für die Finanzen des Vereins, entscheidet über Aufnahme oder Ausschluss von Mitgliedern, setzt Richtlinien für die anderen Gremien und für das Office, entwickelt eine Langzeitstrategie für den Verein und überprüft seine Durchführung.
Das Technical Steering Committee (TSC) beschäftigt sich hauptsächlich mit den technischen und Marktaspekten der ASAM Standards. Das Gremium besteht aus maximal 10 Delegierten von ASAM Mitgliedsunternehmen. Wichtigstes Ziel des TSC ist es sicherzustellen, dass das Standardportfolio des ASAM den Marktanforderungen entspricht und konkurrenzfähig bleibt. Das Gremium überprüft technische Vorschläge, verfolgt den Fortschritt in den Arbeitsgruppen und gibt neue oder überarbeitete Standards frei.
Die eigentliche Entwicklungsarbeit an den Standards findet in den ASAM Projektgruppen statt. Diese Gruppen können für andere Mitglieder geschlossen sein, was so viel heißt, dass nur solche Unternehmen Projektgruppenmitglieder entsenden können, die den Standard ursprünglich vorgeschlagen haben. Eine offene Projektgruppe hingegen kann weitere Mitglieder zur Mitarbeit am Standard einladen. Projektgruppen arbeiten entweder an der Neu- oder Weiterentwicklung von Standards (FVD Project: Future Version Development Project), oder sie führen Wartungsarbeiten am Standard aus, wie beispielsweise kleinere Überarbeitungen oder Fehlerbeseitigungen (Maintenance Project).
ASAM hat ein Office in der Nähe von München, das die Verteilung der Standards sicherstellt, eine IT-Infrastruktur für Projektgruppen unterhält, fachliche Unterstützung zu Fragen zu den Standards leistet, sowie technisches Marketing und den allgemeinen Mitgliedersupport durchführt.

## Standardentwicklungsprozess

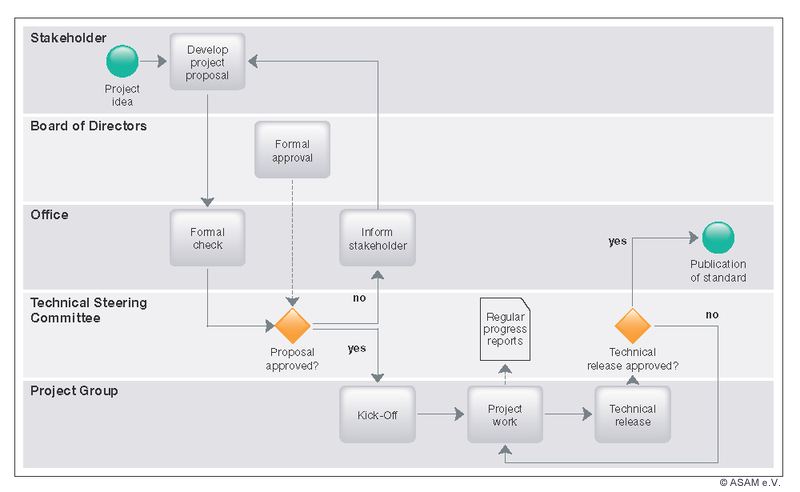
Lebenszyklus eines ASAM-Standards

Standardneuentwicklungen, -weiterentwicklungen oder -korrekturen werden auf Initiative der Mitglieder initiiert. Der Prozess wird mit einem sogenannten „Issue Proposal“ gestartet, das Zweck, Use-Cases, technischen Inhalt, geschätzte Ressourcen und einen Projektplan enthält. Der Vorschlag wird den anderen Mitgliedern zum Zweck der Kommentierung bekannt gegeben. Nach einer Mindestdiskussionszeit von sechs Wochen werden der Vorschlag und die Kommentare dem TSC zur Beurteilung und Entscheidung vorgelegt. Wenn die notwendigen Ressourcen vorhanden sind und das TSC den Vorschlag annimmt, kann das Projekt gestartet werden.
25 % des benötigten Budgets werden üblicherweise durch den ASAM getragen. Die restlichen 75 % tragen die an dem Projekt teilnehmenden Firmen, zum Beispiel mittels Arbeitszeit der Projektgruppenmitglieder, der Zurverfügungstellung von existierenden Dokumenten oder durch Geldmittel. Voraussetzung für die Durchführung eines Projekts ist die Mitarbeit von wenigstens drei Mitgliedsunternehmen an der Projektgruppe.
Der ASAM stellt die Arbeitsinfrastruktur für die Projektgruppe zur Verfügung, die aus einem Issue-Tracking System, einem Datei-Repository und Versionierungssystem, einem Konferenzsystem, Prozessbeschreibungen und Richtlinien, Dokumentenvorlagen und der Unterstützung durch das Office besteht.
Das Projektteam wählt einen Projektleiter, der für die Arbeitsorganisation der Gruppe verantwortlich ist, ihr Arbeitsfortkommen unterstützt und darauf achtet, dass die Gruppe im Rahmen des genehmigten Projekts bleibt. Das ASAM Office bestellt einen Maintenance Project Manager für die Weiterentwicklung bestehender Standards, der operative Arbeiten für die Projektgruppe durchführt. Ansonsten organisiert sich die Projektgruppe eigenständig und nach ihren eigenen Bedürfnissen.
Während der Durchführungsphase des Projekts arbeiten die Projektmitglieder am Standard durch regelmäßige Treffen, Telefonkonferenzen oder eigenständige Arbeit. Der Projektleiter erstattet dem TSC regelmäßig Bericht über den Projektfortschritt.
Sobald die Projektmitglieder bestimmen, dass ihr Standard bereit zur Freigabe ist, reichen sie ihre Arbeitsergebnisse zur Überprüfung durch das TSC ein. Arbeitsergebnisse können Dokumente, Schemata, Referenz-Code oder Beispieldateien sein. Der Projektleiter präsentiert den neuen Standard im TSC Meeting. Das TSC und der Vorstand genehmigen die Freigabe. Anschließend veröffentlicht das ASAM Office die Freigabe und stellt ihn zum Download für seine Mitglieder zur Verfügung.

## Standard-Portfolio
Die Standards teilen sich in folgende Gruppen auf:
- Measurement & Calibration
- Diagnostics
- ECU Networks
- Software Development
- Test Automation
- Data Management & Analysis
- Simulation

ASAM Standards werden hauptsächlich in der Automobilindustrie verwendet. Sie befassen sich überwiegend mit der Definition von Kommunikationsschnittstellen zwischen Mess-, Applikations-, Diagnose- und Testgeräten. Die Standards decken Prozess- und Werkzeugketten in diesen Bereichen ab und haben zum Ziel, die Aufwände für deren Entwicklung, Integration und Wartung zu reduzieren. ASAM Standards beziehen sich auf konkrete Anwendungsfälle und werden nach folgenden Grundprinzipien entwickelt:
- Unabhängigkeit von Hardwareplattform- und Betriebssystem
- Verwendung von Objektmodellierung
- Festlegung von Semantik und Syntax
- Unabhängigkeit von der physikalischen Datenablage

Sie sind somit hersteller- und technologieunabhängig, was Systemkomponenten verschiedener Herkunft austauschbar macht und sie von ständigen Weiterentwicklungen von IT-Plattformen entkoppelt. Investitionen in Werkzeuge und Prozesse sind somit langfristig stabil.
ASAM verwendet übliche Beschreibungsmethoden für die Technologiedefinitionen in den Standards:
- Formatbeschreibung: definiert Syntax und Semantik eines Dateiformats für den Datenaustausch.
- API: definiert Schnittstellen und funktionales Verhalten von ausführbaren Routinen, die als aufrufbare Dienste und zum Datenaustausch zwischen Computerprogrammen verwendet werden.
- Protokolldefinition: definiert Syntax, Semantik und Synchronisation einer Bus-Kommunikation, um eine Verbindung zwischen zwei Computersystemen herzustellen.
- Technologiereferenz: spezifiziert eine technologieabhängige Interpretation eines technologieunabhängigen Teils des Standards, typischerweise über Abbildungsregeln oder Programmcode.
- Application Area Companion: definiert eine Erweiterung des Basis-Standards für einen bestimmten Anwendungsbereich oder Gerätetyp.
- Transportschichtspezifikation: definiert die Umsetzung einer generischen Protokolldefinition auf einen konkreten, physikalischen Layer.

| Standard         | Titel                                                                    | Beschreibung |
| ---------------- | ------------------------------------------------------------------------ | --- |
| ASAM ATX         | Automotive Test Exchange Format                                          | Definition eines XML-basierten Formats zum Beschreiben von Tests. Ermöglicht die Wiederverwendung der Testbeschreibungen in verschiedenen Testautomatisierungssystemen. Deckt Aktivitäten wie die Testspezifikation, Testplanung, Testdurchführung und Testauswertung ab. Testspezifikationen beinhalten Testfälle, Sequenzen, Schritte, Aktionen und zugehörige Metadaten. Format erlaubt die Ablage von Testwerten für Inputs (Stimuli-Werte), Outputs (Erwartungswerte) und Ausführungsbedingungen. Häufig verwendet im Zusammenhang mit HIL.            |
| ASAM CC          | Container Catalog                                                        | Definition eines XML-basierten Formats zum Beschreiben von Entwicklungsartefakten, wie beispielsweise Source-Code, kompilierter Objektcode oder Dokumentdateien, und zugehörige Meta-Informationen über die Objekte, wie beispielsweise Ersteller, Name und Version. Wird hauptsächlich verwendet zum Informationsaustausch zwischen Hersteller und Zulieferer. |
| ASAM CDF         | Calibration Data Format                                                  | Definition eines XML-basierten Formats zum Speichern von Applikationswerten und zugehörigen Metadaten über deren Ursprung und Qualität. Ergänzt MCD-2 MC, indem es die Werte der Applikationsparameter enthält, die in MCD-2 MC beschrieben sind. |
| ASAM CPX         | Calibration Process Exchange Format                                      | Definition eines XML- und ISO 13029 (OTX)-basierten Formats für die Beschreibung von Testabläufen zur Bestimmung und Validierung von Parametern der Steuergerätesoftware. Standard enthält eine Zugriffs-API für Applikations- und Messdaten auf dem Steuergerät, Zugriff auf Metainformationen zu diesen Daten (von der A2L Datei), Funktionen für die Ausführungssteuerung von Messversuchen und Simulationsmodellen, und spezielle mathematische Funktionen.                                                                                             |
| ASAM FSX         | Functional Specification Exchange Format                                 | Definition eines XML-basierten Formats zum Beschreiben der funktionalen Spezifikation von Software, hauptsächlich um daraus eine technische Dokumentation zu generieren. Das Format erlaubt die Dokumentation via Prosatext in mehreren Sprachen, Cross-Referenzen, Links und Nennung von Anforderungen. Varianten der Spezifikation können ausgedrückt werden. Ergänzt MDX, das die Interface-Definitionen der Funktionen enthält. |
| ASAM ISSUE       | ISSUE Exchange Format                                                    | Definition eines XML-basierten Formats zum Informationsaustausch zwischen Beteiligten in einem verteilten Entwicklungsprozess. Deckt Änderungsanforderungen, Klärungsanfragen, Fehlerberichte und weitere Anwendungsfälle ab. Weiterhin Definition des zugehörigen Bearbeitungsprozesses. |
| ASAM MBFS        | Model Based Functions Specification                                      | Definition einer Blockbibliothek mit typischen Funktionen für die modellbasierte Entwicklung von Regelungsalgorithmen für Kfz-Steuergeräte. Enthält Definition von 70 Blöcken mit Icons, Pseudocode und Testvektoren. Enthält weiterhin die Beschreibung einer Referenzimplementierung für MATLAB/Simulink. |
| ASAM MCD-1 CCP   | CAN Calibration Protocol                                                 | Definition eines Kommunikationsprotokolls zwischen Master- und Slave-Controller an einem CAN 2.0B Netzwerk. Beinhaltet die Übertragung von Applikationsparametern an Slave-Controllern, kontinuierliche Datenakquisition von Slave-Controllern und die Ausführung von allgemeinen Kontrollfunktionen. Standard ist auch bekannt unter dem Namen „ASAP1“. |
| ASAM MCD-1 XCP   | The Universal Measurement and Calibration Protocol Family                | Definition eines busunabhängigen Kommunikationsprotokolls zwischen Master- und Slave-Controller. Beinhaltet synchrone Datenakquisition und Stimulation, Lese- und Schreibzugriff auf Applikationsdaten, Speicherseiten-Management, Flash-Programmierung und weitere, optionale Funktionen. Transport-Layer Spezifikationen sind definiert für CAN, Ethernet (TCP/IP & UDP/IP), FlexRay, USB und SxI. Ist eine Verallgemeinerung und Weiterentwicklung von MCD-1 CCP.                                                                                        |
| ASAM MCD-2 CERP  | Calibration Expert System Rule and Product Model Format                  | Definition eines XML- und ISO 13029 (OTX)-basierten Formats für die Beschreibung der Abhängigkeiten von Steuergeräte-Applikationsparameter. Aktuelle Version deckt den Anwendungsfall der Parameterprüfung ab. Standard hat Funktionen für den Zugriff auf Datenmodel-Informationen (entsprechend ASAM MCD-2 MC), Applikationslaufzeitdaten (Werte, Einheiten) und die Produktmodel-Datei. Produktmodel beschreibt Eigenschaften und Funktionen des Systems. Prüffunktionen und -prozeduren für den Vergleich und die Validierung von Daten sind definiert. |
| ASAM MCD-2 D     | Data Model Specification for ECU Diagnostics                             | Definition eines XML-basierten Formats zum Beschreiben von Diagnose-, Programmierungs- und fahrzeugspezifische Interface-Daten für den Datenaustausch zwischen Steuergerät und externem Testgerät. Kompatibilität zum Standard ermöglicht es, dass externe Testgeräte nicht speziell programmiert werden müssen, um Diagnosedaten vom Steuergerät zu verarbeiten. Standard ist auch bekannt unter dem Namen „ODX“. |
| ASAM MCD-2 MC    | ECU Measurement and Calibration Data Exchange Format                     | Definition von Applikationsparametern (CHARACTERISTIC) und Messdaten (MEASUREMENT) mittels eines nicht XML-konformen Formats. Diese Daten befinden sich im Speicher des Steuergeräts. Das Format erlaubt den Zugriff auf die Daten durch ein Applikationssystem. Enthält weiterhin die Beschreibung der HW-Schnittstelle des Steuergeräts für die Konfiguration der Treiber des Applikationssystems. Standard ist auch bekannt unter dem Namen „ASAP2“. |
| ASAM MCD-2 NET   | Data Model for ECU Network Systems                                       | Definition eines XML-basierten Formats zum Beschreiben von Messages und deren Zeitverhalten für Kommunikationsbusse im Fahrzeug. Format wird hauptsächlich verwendet für FlexRay und MOST, unterstützt aber auch CAN, TTCAN, LIN und Ethernet. Wird verwendet für Entwurf, Konfiguration, Datenaufzeichnung und Simulation der Kommunikation am Bus. Standard ist auch bekannt unter dem Namen „FIBEX“. Inhalt ist harmonisiert mit dem AUTOSAR System Template.                                                                                            |
| ASAM MCD-3 ASAP3 | Automation / Optimization and ECU Calibration System Interface           | Definition eines RS232 Protokolls zwischen Software zur Testautomatisierung und einem Mess- und Applikationssystem, das an einem Steuergerät angeschlossen ist. Standard ist technologisch veraltet. MCD-3 MC sollte stattdessen verwendet werden. |
| ASAM MCD-3 D     | Application Programming Interface for MVCI Diagnostic Server             | Definition einer objektorientierten API für einen Diagnoseserver, der bus- und protokollunabhängige Dienste für die Kommunikation zwischen Client-Applikationen und Steuergeräten zur Verfügung stellt. Beinhaltet eine Abbildung der OO-API auf C++, Java und COM-IDL mit Code-Beispielen. Ergänzt MCD-2 D, das die eigentliche Diagnosekonfiguration der Steuergeräte und Netzwerke im Kfz enthält. |
| ASAM MCD-3 MC    | Application Programming Interface for Measurement and Calibration server | Definition einer objektorientierten API für einen Mess- und Applikationsserver, der bus- und protokollunabhängige Dienste für die Kommunikation zwischen Client-Applikationen und Steuergeräten zur Verfügung stellt. Beinhaltet eine Abbildung der OO-API auf COM-IDL mit Codebeispielen. Ergänzt MCD-2 MC, das die eigentliche Mess- und Applikationsdatenbeschreibung der Steuergeräte enthält. |
| ASAM MDX         | Model Data Exchange Format                                               | Definition eines XML-basierten Formats zum Beschreiben von Funktionsschnittstellen und ihrer Daten (Variablen und Applikationsparameter), sowie des Schedulings in der Steuergerätsoftware. Erlaubt die Integration der Funktionen als Objektcode in die Gesamtsteuergerätesoftware ohne Zugriff auf den Quellcode zu haben. Ergänzt FSX, das die funktionale Beschreibung der Funktionen enthält. MDX ist Vorläufer des AUTOSAR Software Component Templates.                                                                                              |
| ASAM OTX         | Open Test Sequence eXchange Format                                       | Definition einer Erweiterung von ISO 13029 „Open Test Sequence Exchange“ (OTX) mit neuen Funktionen. Enthält neue Datentypen, Änderungsdetektion und Auslösen von Events, allgemeiner Schreib- und Lesezugriff auf Dateien, allgemeine Verarbeitung von XML-Dateien, Flussdiagramme (flow charts) und Zustandsmaschinen (state machines). Beinhaltet Dokument welches Spezifikationslücken, Limitationen und bekannte Fehler in ISO 13029 klarstellt. Soll zukünftig in die ISO transferiert werden und Teil 4 und 5 von ISO 13029 werden.                  |
| ASAM XIL         | Generic Simulator Interface                                              | Definition einer API zwischen Programmen zur Testautomatisierung und Testdurchführung, wie beispielsweise HIL-Systemen (Hardware-in-the-Loop) oder SIL-Systemen (Software-in-the-Loop). Ermöglicht den Zugriff auf Simulationsmodelle, ECU-interne Mess- und Applikationsdaten, Diagnosedaten, die Fehlersimulation und das Steuergerätenetzwerk. API ist als technologieunabhängiges UML-Model definiert. Enthält Open-Source Code in C#, welcher einen Großteil der Standard-API implementiert. Früherer Name des Standards war „ASAM HIL“.               |

| Standard | Titel                                  | Beschreibung |
| -------- | -------------------------------------- | --- |
| ASAM ACI | Automatic Calibration Interface        | Definition einer Client-Server- und objekt-orientierten API für Applikationsautomatisierungssysteme (Client) zur Fernsteuerung von Prüfstandautomatisierungssystemen (Server). Standard beinhaltet - Player-Dienst: Steuerung der Prüfstandaktuatoren zum Einstellen der Sollwerte - Recorder-Dienst: Auszeichnung von Messdaten (Ist- oder Mittelwerte) vom Prüfstand - Watcher-Dienst: Überwachung von Grenzwertüberschreitungen der Messdaten - Device-Dienst: weitere steuergerätespezifische oder prüfstandspezifische Dienste Client und Server laufen eventuell auf verschiedenen Host-Systemen, sind über TCP/IP verbunden und sind fähig zur Ausführung von statischen Tests. Beinhaltet Richtlinien für die Middleware-Implementierung mit CORBA, eine Schnittstellendefinitionsdatei und eine Beschreibung für Schnittstellenzertifizierungstests. |
| ASAM CEA | Components for Evaluation and Analysis | Definitionen von Funktionskomponenten für die Auswertung und Analyse von Testmessdaten. Wird häufig verwendet für die Entwicklung von Programmen zur Verarbeitung und Visualisierung von Testdaten. Definierte Komponenten sind: Input, Worker, Output, Consumer, Producer und Viewer. Dienstroutinen sind verfügbar für die Erstellung von Grafiken, Logging & Tracing, Einheitenumrechnungen, Undo & Redo, Interkomponentenkommunikation und Hilfe. Weiterhin Definition eines Datei-Formats für die CAE Komponentenbeschreibung. Beinhaltet Referenzcode für Java und .NET. |
| ASAM GDI | Generic Device Interface               | Standard definiert die Verbindung von Geräten zum Messen und Steuern von Prüfständen mit Prüfstandautomatisierungssystemen mittels einer Vier-Schichtenarchitektur. Beinhaltet die Spezifikation von - Layer 4: Koordinatordienste für die Übersetzung von Mess- und Steueranweisungen von Prüfstandautomatisierungssystemen in Gerätetreiber-Anweisungen - Layer 3: Treiber für den einheitlichen Zugriff auf unterschiedliche Geräte - Layer 2: Plattformadapter für einheitliche Schnittstellen zu bestimmten Geräten oder Betriebssystemdiensten - Layer 1: Transportschicht und Kommunikationsarten für den Datenaustausch mit Geräten über IPv4, USB, SoftSync, COM oder LPT Standard definiert APIs für alle Schichten und stellt Formate für die Beschreibung von Geräteeigenschaften und Datenverbindungen bereit. Beinhaltet Companion-Standards der Kommunikation an Fahrzeugprüfständen, Crash-Test-Geräten, Mehrkanal-DAQ Systeme und eine Abbildung von MCD-3 auf GDI. Beinhaltet Schema- und C-Header Dateien sowie Beispieldateien zu Beschreibungsformaten und Implementierung. Auch verfügbar als ISO 20242, jedoch ohne die automobilspezifischen Companion-Standards und Code. |
| ASAM ODS | Open Data Services                     | Standard definiert das dauerhafte Speichern und Abrufen von Daten unabhängig von einer IT-Infrastruktur. Wird hauptsächlich im Umfeld von Testautomatisierungssystemen eingesetzt. Beinhaltet die Spezifikation von - einem Basisdatenmodell - abgeleiteten Applikationsmodellen - einem Model für relationale Datenbanken für die physische Ablage von Daten - einer API für den Zugriff auf Daten der Datenbanken - einer API für den Zugriff auf Metainformationen über das Applikationsmodell, welches der Datenbank unterliegt - zwei Dateiformaten (eins in XML) für den dateibasierten Datenaustausch Enthält Applikationsmodelle zur Fahrzeuggeometrie, NVH-Tests, Teststandkalibrierdaten, Busdaten und Testprozessen. Beinhaltet Schema- und Schnittstellendefinitionsdateien sowie Beispieldateien zu Beschreibungsformaten. |

| Standard | Titel                   | Beschreibung |
| -------- | ----------------------- | --- |
| ASAM LXF | Layout Exchange Format  | Definition eines XML-basierten Formats zum Beschreiben von Graphik-Layouts für die Nutzung von Datennachbearbeitungsprogrammen und automatischen Dokumentengeneratoren. Beinhaltet die Definitionen für das Master-Layout, Canvas und graphische Objekte wie beispielsweise Bilder, Charts, Shapes und Kurven. Kann Formeln beinhalten, die zur Ausführungszeit aufgelöst werden. Wird insbesondere zusammen mit CAE verwendet. |
| ASAM MDF | Measurement Data Format | Definition eines blockbasierten und kanalorientierten, Binärformats für das Speichern von Messdaten inklusive beschreibender Metadaten. Erlaubt die Synchronisation der Daten nach Zeit, Winkel, Distanz und Index. Erlaubt das effiziente Speichern der Daten in Echtzeit. MDF-Dateien können in ODS-Datenbanken referenziert werden.                                                                                          |